# 又新印刷所旧址
又新印刷所旧址是中華人民共和國上海市黃浦區复兴中路221弄（原辣斐德路成裕里）12号的一個中共歷史建築，是一幢砖木结构建筑。1920年7月，陈独秀創辦又新印刷所。同年8月，又新印刷所承印共产党宣言中文全译本初版1000册，這批冊子是首部共产党宣言中文全译本。後來又新印刷所又承印新青年、共产党、正報等刊物。1921年2月，又新印刷所被关闭。此後又新印刷所旧址湮沒無聞。2007年，全国第三次文物普查期间，又新印刷所旧址被确认。同年12月，卢湾区宣佈又新印刷所旧址为不可移动文物。2021年6月25日，修繕後的又新印刷所旧址向公众试运营开放。又新印刷所旧址内有一部20世纪20年代手扳式印刷机复制品以及100本不同语种、不同年代版本的共产党宣言真品。。